# Darko Puškarić
Darko Puškarić (Дарко Пушкарић; sinh 13 tháng 7 năm 1985) là một cầu thủ bóng đá Serbia, thi đấu cho Čukarički. Puškarić khởi đầu sự nghiệp ở vị trí tiền vệ tấn công, nhưng giờ anh có thể đá ở các vị trí tiền vệ, như tiền vệ cánh, ở vị trí hậu vệ, hoặc vị trí trung vệ.